# Juan Catán
Juan Catán né le 5 octobre 1995, est un joueur argentin de hockey sur gazon. Il évolue au poste de défenseur à Hurling Club et avec l'équipe nationale argentine.

## Carrière
- U21 de 2015 à 2016
- Débuts en équipe première en mai 2018 contre l'Uruguay à Cochabamba dans la cadre des jeux sud-américains.

## Palmarès
- : 1er à la Coupe d'Amérique des moins de 21 ans en 2016.
- : 1er aux Jeux sud-américains en 2018.